# Dorothea von Mücke
Dorothea Elisabeth von Mücke (* 19. März 1957 in Göppingen) ist eine deutsche Professorin für deutsche Sprache und Literatur an der Columbia University in New York und Autorin.

## Leben
Sie wurde als Tochter des Horst Werner Maximilian von Mücke und dessen Ehefrau Veronika geboren. Damit ist sie ein Mitglied des Adelsgeschlechts Mücke.
Im Jahr 1982 wurde sie Fellow an der Stanford University in Kalifornien, laut Angaben der Biographischen Datenbank Prabook war sie seit dem an etwa zehn unterschiedlichen Universitäten in meist unterschiedlichen US-Bundesstaaten tätig. Seit dem Jahr 1988 war sie außerordentliche Professorin an der New Yorker Columbia-Universität, nachdem sie im selben Jahr in Stanford in Komparatistik promoviert hatte. Zwischen 1984 und 2006 veröffentlichte sie regelmäßig Artikel in verschiedenen Fachzeitschriften, darunter in der Deutschen Vierteljahrsschrift für Literaturwissenschaft und Geistesgeschichte.
Als die von ihr gehaltenen Kurse werden folgende genannt:
- Rousseau and Goethe
- The Romantic Fantastic
- Paradigms of Feminist Scholarship
- Survey of Eighteenth-Century Literature
- Literature and Psychoanalysis
- Enlightenment and Visuality
- Faust and Media
- Classical Drama

Seit November 2006 gehörte Dorothea von Mücke bis November 2022 16 Jahre dem Hochschulrat der Universität Gießen an.

## Werke
- The Veil of Illusion in the Service of Virtue – Semiotic Transformations and Literary Genres Between 1740 and 1800. Stanford University Press, Stanford 1988.
- Virtue and the Veil of Illusion – Generic Innovation and the Pedagogical Project in Eighteenth-century Literature. Stanford University Press, Stanford 1991
- The Seduction of the Occult and the Rise of the Fantastic Tale. Stanford University Press, Stanford 2003
- The Practices of the Enlightenment – Aesthetics, Authorship, and the Public. Columbia University Press, New York 2015.